# Praeacanthonchus quarnerensis
Praeacanthonchus quarnerensis is een rondwormensoort uit de familie van de Cyatholaimidae. De wetenschappelijke naam van de soort is voor het eerst geldig gepubliceerd in 1901 door Daday.